# Степуки
Степуки́ (укр. Степуки) — село,
Свиридовский сельский совет,
Лохвицкий район,
Полтавская область,
Украина.
Код КОАТУУ — 5322686204. Население по переписи 2001 года составляло 192 человека.

## Географическое положение
Село Степуки находится в 2,5 км от правого берега реки Сула,
выше по течению на расстоянии в 1 км расположено село Свиридовка,
ниже по течению на расстоянии в 3 км расположено село Ячники,
на противоположном берегу — село Лука.
Река в этом месте извилистая, образует лиманы, старицы и заболоченные озёра.

## История
- 1722 — дата основания.

## Экономика
- Молочно-товарная ферма.